# 7442 Іноуехідео
7442 Іноуехідео (7442 Inouehideo) — астероїд головного поясу, відкритий 20 вересня 1995 року.
Тіссеранів параметр щодо Юпітера — 3,190.